# Svartby
Svartby (произносится: «Свартбю») — группа из Санкт-Петербурга, исполняющая музыку в жанре фолк-метал. Тематика песен посвящена вымышленной «Черной деревушке» (по-шведски: Svartby), которая населена злобными и веселыми волшебными существами (ведьмы, домовые, гномы и т. д.).
Svartby — единственная российская группа, исполняющая песни на шведском языке. С 2010 года тексты новых песен пишутся на английском.

## История
Группа была образована в 2004 г. покинувшими дэт-метал коллектив Nordlicht музыкантами — Giftsvamp и Lindwurm. Первоначальный состав команды сложился к октябрю 2004 года:
- Giftsvamp — клавиши
- Lindwurm — гитара
- Torhall — вокал, бас
- Hemskalf — гитара, чистый вокал
- Somna — барабаны

Стиль группы изначально был определён как фолк-метал. Тематика первых текстов определила концепцию и название группы — волшебные сказочные существа, обитающие в «Черной деревушке» и противостоящие людям как разрушителям природы.
Первый EP-демо «Kom I Min Kittel» появился в феврале 2005 г.; в июне группа отыграла свой первый концерт в Санкт-Петербурге.
В октябре 2005 г. Hemskalf покидает группу по личным причинам и его место занимает новый гитарист Hök. Группой принято решение полностью отказаться от чистого вокала.
В 2005—2007 гг. группа набирает популярность в Санкт-Петербурге и становится узнаваемой в родном городе, чему способствуют выступления с грандами мировой фолк-метал сцены Cruachan, Ensiferum. В 2007 г. группа выбирается за пределы родного города и дает первые (но далеко не последние) концерты в Москве и Петрозаводске.
В 2007 г. на лейбле ФОНО выходит дебютный альбом Kom I Min Kittel («Приди в мой котёл»), полностью посвященный ведьмам «Черной деревни». Через полгода группа записывает новый концептуальный EP Tomte, рассказывающий историю о домовом, ушедшем из опекаемого дома к гномам Svartby. EP был издан в качестве интернет-релиза.
В 2008 г. дебютный альбом Kom I Min Kittel был издан в Европе на немецком лейбле Trollzorn. Альбом резко критиковался шведами за грамматические и смысловые ошибки в лирике, однако был положительно принят музыкальными критиками и слушателями. Группа учла критику и начиная с ЕР Tomte готовые тексты обязательно проверяются шведскими друзьями группы.
С лейблом Trollzorn в июне 2008 г. заключается контракт, и в октябре группа приступает к записи нового концептуального альбома Riv, Hugg och Bit («Рви, Руби, Кусай»), посвященного гномам «Черной деревни». В сведении и мастеринге альбома принял участие Rene Berthiaume, создатель и гитарист немецкой фолк-метал-группы Equilibrium.
Riv, Hugg och Bit выходит на лейбле Trollzorn 29 августа 2009.
Песня «Humus» с альбома Riv, Hugg och Bit в июне 2009 была включена в компиляцию журнала Metal Hammer Battle Metal VIII.
В 2009 г. группу покидают гитарист Hök, барабанщик Somna, вокалист/басист Torhall и создают коллектив Free at Last. Место за барабанами временно занимает Fenrir, музыкант фолк-метал команды Der Galgen. В качестве второго гитариста привлекается Humla, в качестве вокалиста/басиста Skrik.
В 2010 г. группа записывает в обновленном составе EP Scum from Underwater, доступный для свободного скачивания и являющийся превью к третьему альбому. Fenrir и Skrik уволены из группы. В качестве эксперимента группа принимает решение использовать также английский язык в текстах песен.
В 2011 г. Svartby записывают третий полнометражный альбом Elemental Tales, посвященный чертикам-импам стихий. Альбом выходит в 2012 году на лейбле Trollzorn.
В 2012 г. Svartby начинают концертную деятельность за рубежом. Группа участвует в немецких метал-фестивалях Barther Metal Open Air (2012, 2017) и Hörnerfest (2014), посещает с концертами Чехию, Польшу и Эстонию.
В 2015 на российском лейбле Soundage Prod. выходит четвёртый студийный альбом Swamp, My Neighbour, посвященный болотным созданиям. в поддержку альбома был снят первый студийный клип группы на песню «Bog Bar»
В 2017 г. группа записывает новый сингл Under Frusna Stjärnor.
В 2019 г. группа записывает последний, пятый альбом Big Boss о гоблинах Svartby, путешествующих в Америку времен "Сухого закона". Сразу после выхода альбома Giftsvamp объявляет в соцсетях группы о бессрочной паузе по причине усталости от музыкальной деятельности, вместе с ним группу также покидают барабанщик Woopzy и вокалист Gnofkes, и группа приостанавливает свою активность.

## Дискография
- 2005 — Kom I Min Kittel (EP/demo), интернет-релиз
- 2007 — Kom I Min Kittel (альбом), ФОНО (Россия) / Trollzorn (Европа)
- 2007 — Tomte (EP), интернет-релиз
- 2009 — Riv, Hugg och Bit (альбом), Trollzorn (Европа)
- 2010 — Scum from Underwater (EP), интернет-релиз
- 2012 — Elemental Tales (альбом), Trollzorn (Европа)
- 2013 — Karl's Egg Farm (EP), интернет-релиз
- 2015 — Swamp, My Neighbour (альбом)
- 2017 — Under Frusna Stjärnor (EP), интернет-релиз
- 2017 — Festa Hårt (EP), интернет-релиз
- 2019 — Big Boss (альбом), интернет-релиз

### Сборники
- 2006 — Legacy of Metal pt.2 (PMG), песня Skogens Ursinne
- 2007 — Pagan Battle Tunes vol.1 (Trollzorn/Einheit), песня Skogens Ursinne
- 2009 — SvartDance II, песни Kom I Min Kittel и Gnom Slam
- 2009 — Pagan Battle Tunes vol.3, (Trollzorn/CCP Records), песня Humus
- 2009 — Battle Metal vol.VIII (MetalHammer), песня Humus
- 2010 — SvartDance V, песня Humus

## Состав

### Текущий состав
- Lindwurm — гитара (с 2004)
- Humla — гитара (с 2010)
- Giftsvamp — клавиши, аранжировки, автор (основатель)
- Gnofkes — вокал (с 2011)
- Fjällräv — бас-гитара (с 2014)
- Woopzy — барабаны (с 2014)

### Бывшие участники
- Torhall — вокал, экстрим вокал, бас (2004—2009)
- Skrik — вокал, бас (2009—2011)
- Hemskalf — гитара, чистый вокал (2004—2005)
- Hök — гитара (2005—2009)
- Somna — барабаны (2004—2009)
- Fenrir — барабаны (2009—2010)
- aZ — бас-гитара (2011-2014)